# Deutsche Justiz
Die Zeitschrift Deutsche Justiz war das „amtliche Organ der deutschen Rechtspflege und Rechtspolitik“ zur Zeit des Nationalsozialismus. Sie erschien vom November 1933 bis 1945 und wurde im gesamten Zeitraum vom Reichsminister der Justiz herausgegeben. Anfänglichen waren der Preußische Justizminister Hanns Kerrl und der  Bayerische Justizminister Hans Frank Mitherausgeber.

## Rechtsvorgänger
Direkter Rechtsvorgänger war die von Hanns Kerrl begründete Zeitschrift Preußische Justiz – Rechtspflege und Rechtspolitk. Amtliches Organ des Preußischen Justizministers. Sie begann ihr Erscheinen mit Nr. 40 vom 21. September 1933. Sie beendete es mit Heft 46 vom 2. November 1933. Die juristische Schriftleitung bestand aus Staatssekretär Roland Freisler, Ministerialdirektor Max Nadler und Ministerialdirektor Wilhelm Crohne; der Justiz- und Staatsanwaltschaftsrat Karl Krug wirkte mit.
Der Rechtsvorgänger der Zeitschrift Preußische Justiz war laut Karl Krug, später auch Schriftleiter von Deutsche Justiz, wiederum die traditionsreiche Zeitschrift Justiz-Ministerialblatt für die preußische Gesetzgebung und Rechtspflege, die 1839 unter dem Namen Justizministerialblatt für die preußische Gesetzgebung und Rechtsverwaltung erstmals erschienen war.

## Inhalte
Zahlreiche Aufsätze von  Roland Freisler erschienen in dem Blatt.